# William Stratton
William Grant Stratton, född 26 februari 1914 i Lake County, Illinois, död 2 mars 2001 i Chicago, känd som "Billy the Kid", var en republikansk guvernör i delstaten Illinois i USA. Han tjänstgjorde som guvernör under åren 1953 till 1961.
Stratton var ledamot av USA:s representanthus 1941–1943 och 1947–1949. Han besegrade viceguvernören Sherwood Dixon i 1952 års guvernörsval i Illinois. Stratton omvaldes fyra år senare. Han kandiderade 1960 till en tredje mandatperiod men förlorade mot demokraten Otto Kerner.
Han åtalades för skattebrott men frikändes 1965 efter en rättegång. Han kandiderade ännu i republikanernas primärval inför 1968 års guvernörsval men förlorade mot Richard B. Ogilvie.
Strattons grav finns på Rosehill Cemetery i Chicago.